# 第三届澳门国际电影节
第三届澳门国际电影节（英語：3rd Macau International Movie Festival），2011年12月7日晚上在澳门威尼斯人酒店会展中心举行，《竞雄女侠·秋瑾》和《关云长》是本次最大赢家。

## 提名和得奖
| 最佳故事片 - 《关云长》 - 《竞雄女侠·秋瑾》 - 《夺命心跳》 - 《正义与杀戮》                                             | 优秀影片 - 《英雄喋血》 - 《关云长》 - 《幸福马拉松》 - 《吴大观》                                                       |
| 最佳男主角 - 甄子丹《关云长》 - 姜文《关云长》 - 范伟《跟踪孔令学》 - 梁家辉《夺命心跳》 - 古天乐《最强喜事》           | 最佳女主角 - 黄奕《竞雄女侠·秋瑾》 - 孙俪《关云长》 - 林熙蕾《夺命心跳》 - 徐若瑄《背着你跳舞》 - 田中千绘《2012来了》   |
| 最佳男配角 - 黄秋生《竞雄女侠·秋瑾》 - 聂远《关云长》 - 曾志伟《英雄喋血》 - 黄维德《夺命心跳》 - 金士杰《盲人电影院》  | 最佳女配角 - 温碧霞《英雄喋血》 - 陈嘉桓《竞雄女侠·秋瑾》 - 马伊琍《跟踪孔令学》 - 杨童舒《极峰迷情》 - 吕丽萍《堵车》   |
| 最佳编剧 - 张琦、黄苇《夺命心跳》 - 麦兆辉、庄文强《关云长》 - 潘昊《狂奔蚂蚁》 - 查暮春《房不剩防》 - 王海平《母语》   | 最佳导演 - 麦兆辉、庄文强《关云长》 - 张琦《夺命心跳》 - 赵崇基《英雄喋血》 - 邢潇《2012来了》 - 汤姆·沃勒《正义与杀戮》 |
| 最佳导演新人 - 孙达《房不剩防》 - 潘昊、葛文喆《狂奔蚂蚁》 - 柳杰《亲亲我》 - 许传海《不怕贼惦记》 - 路阳《盲人电影院》 | 新锐导演 - 邢潇《2012来了》                                                                                              |
| 最佳摄影 - 敖志君《母语》 - 陈志英《关云长》 - 冯远文《英雄喋血》 - 郭伟《极峰迷情》 - 柯政铭《爱情斗阵》               | 最佳音乐 - 张广天《亲亲我》 - 刘思军《倮·恋》 - 王童语《父亲的维也纳》 - 杨霄成《红小鬼》 - 张骁《摆手舞之恋》           |
| 最佳剪接 - 冯岚《吴大观》 - 陈晓红《纯真年代》 - 郭刚《守望幸福》 - 陈博文《白天的星星》 - 唐华《2012来了》             | 最佳短片 - 《他来听我的演唱会》 - 《陌生人》 - 《懵懵》 - 《回忆梦中寻》                                                 |
| 最佳动画片 - 《犹太女孩在上海》 - 《反斗高比玩转圣诞城》 - 《走西口》 - 《樱时》 - 《未来不是未来》                     | 最佳纪录片 - 《音乐天地》 - 《那些在台北发生的事》 - 《猪扒包搭咖啡》 - 《一号码头》                                     |
| 华语电影贡献奖 - 黄百鸣 - 姜文 - 甄子丹                                                                                 | 组委会大奖 - 《幸福马拉松》 - 《母语》 - 《守望幸福》                                                                    |
| 组委会特别奖 - 《摆手舞之恋》                                                                                           | 优秀制片人奖 - 《倮·恋》 - 《夺命心跳》 - 《盲人电影院》 - 《吴大观》                                                    |
| 男演员新人 - 吴建飞《他来听我的演唱会》                                                                                 | 女演员新人 - 白卉子《跟踪孔令学》                                                                                        |

### 国际大学生短片大赛
- 最佳剧情片奖：《影影》导演：刘敦临（北京电影学院）
- 最佳导演奖：林思捷《二十纹》（香港浸会大学）
- 最佳纪录片奖《农民达芬奇》导演：08级电视编导班集体（上海戏剧学院）
- 最佳动画片奖导演：弗朗西丝·叶（美国萨凡纳艺术与设计学院）
- 最佳短片大奖：导演奥利·诺姆（以色列特拉维夫大学）
- 最佳创意奖：《海报狂想曲》导演：袁智超（中国传媒大学）